# Real Cuerpo de Artillería en el Río de la Plata
El arma artillería estuvo representada en el virreinato del Río de la Plata por compañías del Real Cuerpo de Artillería de España que tenían adjuntas compañías milicianas. Estas fuerzas de artillería se hallaban distribuidas en diferentes ciudades y plazas del virreinato. Luego de producida la primera de las Invasiones Inglesas en 1806 fueron creadas unidades milicianas de artillería, las cuales fueron puestas bajo dependencia del Real Cuerpo de Artillería.
Al producirse la Revolución de mayo de 1810, las fuerzas de artillería quedaron distribuidas entre los revolucionarios de la Primera Junta de Buenos Aires y los realistas que se les opusieron en la Banda Oriental, Paraguay y el Alto Perú. El 2 de marzo de 1812 todas las unidades de artillería de las Provincias Unidas del Río de la Plata quedaron comprendidas en el nuevo Regimiento de Artillería de la Patria.

## Antecedentes
La artillería veterana —profesional— dependía del Real Cuerpo de Artillería creado en España en 1710.
Una real instrucción del 28 de noviembre (otras fuentes dicen el 7 de julio) de 1764 mandó establecer las milicias provinciales en la gobernación del Río de la Plata:
- Compañía de Artillería Provincial: con 2 tenientes, 2 alférez, 4 sargentos, 8 cabos y 88 soldados.
- Compañía de Maestranza Provincial: con un capitán, un teniente, un alférez, 2 sargentos, 3 cabos y 55 soldados.

Esas milicias dependían del Real Cuerpo de Artillería y secundaban a los veteranos.
En la expedición del gobernador Juan José de Vértiz y Salcedo a la Banda Oriental y Río Grande en 1773 participó una compañía de artillería de 20 hombres.
En 1774 llegaron a Buenos Aires 47 artilleros del Real Cuerpo de Artillería. En 1776 se produjo la expedición militar de Pedro de Ceballos contra los portugueses y la instauración del virreinato del Río de la Plata. Con la expedición llegó al Río de la Plata una fuerza del Real Cuerpo de Artillería al mando del brigadier Rudesindo Tilli, con 148 hombres.
El jefe de artillería en el virreinato era un comandante general. Sólo hubo dos compañías en el virreinato, una basada en el Fuerte de Buenos Aires y otra en Montevideo, las cuales hacia 1800 se hallaban distribuidas en piquetes ubicados en:
- Montevideo, 103 hombres
- Buenos Aires, 40 hombres
- Maldonado, 16 hombres
- Isla Gorriti, 15 hombres
- Carmen de Patagones, 10 hombres
- Cerro Largo, 8 hombres
- Colonia del Sacramento, 7 hombres
- Santa Fe, 3 hombres
- Fortaleza de Santa Teresa, 2 hombres
- Paraguay, 1 hombre

El uniforme de las compañías veteranas de artillería era el mismo que el del Real Cuerpo de Artillería de España.
Las baterías contaban de cañones de hasta un calibre de 8 
libras y obuses de 6 pulgadas. Se agrupaban en divisiones de tren volante, generalmente formadas por 4 cañones y dos obuses. Existían también morteros y pedreros.

## Modificaciones de Vértiz
El virrey Vértiz, quien gobernó entre 1778 y 1784, dispuso varias modificaciones. La Compañía de Artillería Provincial de Buenos Aires llevó sus plazas a 100 soldados y creó otra compañía en Montevideo con 150 soldados.
Milicias existentes hacia la década de 1780:
- Compañía de Artillería Provincial de Buenos Aires.
- Compañía de Artillería Provincial de Montevideo.
- Compañía de Artillería de Mendoza.
- Compañía de Artillería de Asunción, con 70 hombres.

Hacia 1779 había 11 fuertes y guardias con artillería en la costa alta del río Paraguay y 13 en la costa baja, es decir al norte y al sur de Asunción.
En 1796 fue organizada la artillería volante o de a caballo, aunque era preferida la mula como transporte. 

## Reglamento de milicias de 1801
Las milicias fueron reorganizadas a partir del "Reglamento para las Milicias, disciplinas de Infantería y Caballería del Virreynato de Buenos Ayres, aprobado por S. M. y mandado observar inviolablemente", aprobado por real cédula del 14 de enero de 1801.
Cuadro de milicias de artillería regladas por el Reglamento de 1801.
| Compañía                                                         | Localización             | Capitán | Tenientes | Subtenientes | Plazas |
| ---------------------------------------------------------------- | ------------------------ | ------- | --------- | ------------ | ------ |
| Compañía de Milicias de Artillería de Buenos Aires               | Buenos Aires             | 1       | 2         | 3            | 150    |
| 1° Compañía de Milicias de Artillería de Montevideo              | Montevideo               | 1       | 1         | 2            | 115    |
| 2° Compañía de Milicias de Artillería de Montevideo              | Montevideo               | 1       | 1         | 2            | 115    |
| Compañía de Milicias de Artillería de Maldonado                  | Maldonado                | 1       | 1         | 1            | 100    |
| Compañía de Milicias de Artillería de Colonia del Sacramento     | Colonia del Sacramento   | 1       | 1         | 1            | 80     |
| Compañía de Milicias de Artillería de Mendoza                    | Mendoza                  | 1       | 1         | 1            | 54     |
| Compañía de Milicias de Artillería de Potosí                     | Potosí                   | 1       | 1         | 1            | 62     |
| Compañía de Milicias de Artillería del Paraguay                  | Intendencia del Paraguay | 1       | 1         | 1            | 50     |
| Compañía de Milicias de Artillería de Pardos Libres del Paraguay | Intendencia del Paraguay | 1       | 1         | 1            | 50     |
| TOTAL                                                            | 9                        | 9       | 11        | 12           | 776    |

Las 776 plazas incluían sargentos, cabos y tambores. Las unidades dependían del comandante y oficiales del Real Cuerpo de Artillería para su gobierno, instrucción y arreglo.
La Compañía de Buenos Aires tenía un piquete en la Ensenada de Barragán, con 24 plazas a cargo de un subteniente.
No fueron disciplinadas las dos compañías de naturales de artillería existentes en Montevideo:
- Compañía N° 1 de Naturales de Artillería de Montevideo: con 105 plazas, más un capitán (a cargo de las 2 compañías de artillería de naturales), un teniente y 2 subtenientes.
- Compañía N° 2 de Naturales de Artillería de Montevideo: con 105 plazas, más un capitán, un teniente y 2 subtenientes.

El Cuerpo Político de Artillería, que eran funcionarios civiles, tenía en Buenos Aires un contralor y en Montevideo un ayudante de contralor. En ambas plazas había un guardaalmacén y su ayudante, y un maestro mayor de montajes. 

## Año 1803
El comandante general de artillería en 1803 era el coronel Francisco Orduña y ayudante mayor el teniente coronel Francisco Javier de Reyna. La Compañía de Milicias de Artillería de Buenos Aires estaba al mando del capitán Juan Viola, y las dos de Montevideo a cargo del capitán de la 1° teniente coronel graduado Miguel Ignacio de la Cuadra, con un ayudante en la 2°. Las compañías de naturales de Montevideo estaban al mando del capitán de la 1°, Atanasio Taliche. La de Maldonado, del capitán Miguel O'Ryan; la de Colonia del Sacramento, del capitán Manuel Delgado; la de Mendoza, del capitán José de Susso; la de Potosí, del capitán Manuel de Bulucúa; las dos del Paraguay, a cargo del capitán de la de españoles, García Rodríguez Francia. El piquete de la Ensenada de Barragán estaba al mando del subteniente Gabriel José López Osornio.

## Reorganización de las milicias de artillería en 1804 y 1805
Un real orden del 29 de abril de 1804 mandó que las 11 compañías milicianas de artillería existentes en el virreinato se redujeran a 4 de 100 plazas, cada una con 4 cabos primeros, 4 cabos segundos y 88 artilleros segundos. Las unidades subsistentes quedaban en Buenos Aires, Montevideo, Maldonado y Colonia del Sacramento, pasando el resto a integrar unidades de infantería. 
Otra real orden del 5 de mayo de 1805 dispuso restablecer 3 unidades de artillería milicianas, quedando así 5 compañías de 100 hombres cada una en Buenos Aires, Montevideo (2), Maldonado y Paraguay. Dos compañías de 60 hombres quedaban en Mendoza y Colonia del Sacramento. Tenían 3 cabos primeros, 5 cabos segundos y 52 artilleros segundos.
La dependencia e instrucción seguía a cargo del Real Cuerpo de Artillería.

## Banda Oriental
La plaza de Montevideo estaba bajo el mando militar del gobernador, del que dependía hacia 1802 las fuerzas de artillería de la plaza:
- 2 compañías de milicias del Real Cuerpo de Artillería, con 115 plazas cada una, al mando de Miguel Ignacio de la Quintana.
- 2 compañías de naturales del Real Cuerpo de Artillería, con 105 plazas cada una, al mando de Atanacio Faliche.

El comandante militar de Colonia (Enrique de la Have Saint-Hilaire) disponía de una Compañía de Artillería con 80 plazas al mando de Manuel Delgado.
El comandante militar de Maldonado (Ramírez de Arellano) disponía de una Compañía de Artillería con 100 plazas al mando de Miguel Orián.

## Primera Invasión Inglesa
Ante la inminencia de una invasión británica, el virrey Rafael de Sobre Monte trasladó a Montevideo a las escasas fuerzas veteranas de Buenos Aires, creyendo que esa ciudad sería el blanco del ataque. En Buenos Aires convocó a las milicias, que no pudieron resistir a los invasores que tomaron la ciudad.
En julio de 1806 el gobernador de Montevideo, Pascual Ruiz Huidobro, organizó las fuerzas que comandó Santiago de Liniers para liberar la capital, conformándose la Fuerza Expedicionaria que contó con una compañía del Real Cuerpo de Artillería al mando del capitán Francisco de Agustini, con 3 oficiales, 2 sargentos, 6 cabos, 2 cadetes, 24 artilleros veteranos, 44 milicianos y 13 voluntarios agregados con 3 cañones de 4 libras y 2 obuses de 6 pulgadas. 

## Piezas de artillería en octubre de 1806
En octubre de 1806 existían en Buenos Aires 219 hombres del Real Cuerpo de Artillería al mando de José María Pizarro, con 99 piezas de artillería:
- Tren volante:
  - Cañones de a 4: 17
  - Cañones de a 6: 16
  - Cañones de a 8: 6
  - Cañones de a 12: 10

- Baterías:
  - Recoleta de a 24: 4
  - Retiro de a 24: 4
  - Muelle de a 24: 6
  - Fortaleza de a 24: 32
  - Residencia de a 24: 4

## Unidades milicianas formadas en 1806
Las milicias de artillería sumaban 1142 hombres en octubre de 1806.

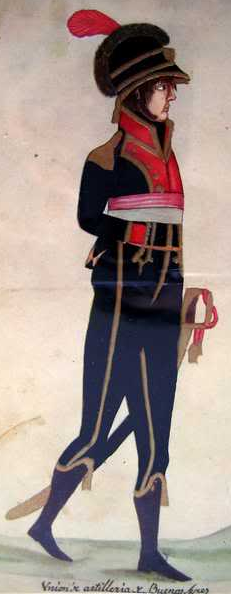
Oficial de Artilleros de la Unión.

- Cuerpo de Voluntarios Artilleros de la Unión o Cuerpo de Voluntarios Patriotas de la Unión: (395 hombres en octubre de 1806, y luego incluyendo oficiales, 486 hombres) fue organizado y uniformado a costas del Cabildo de Buenos Aires el 8 de octubre de 1806 como agregado al Real Cuerpo de Artillería, de cuyo comandante dependían. Estaba compuesto por 7 compañías de criollos y españoles de 60 hombres cada una. Su primer jefe fue Felipe de Sentenach contando inicialmente 600 voluntarios, el 18 de septiembre de 1806 Liniers lo redujo a 450 plazas. Luego quedó al mando de Gerardo Esteve y Llach. Posteriormente sus compañías tuvieron 65 plazas, incluyendo a los suboficiales. La Plana Mayor tenía un comandante primero, un comandante segundo, un sargento mayor, 2 ayudantes, 2 abanderados, un capellán, un cirujano y un tambor mayor. Cada compañía tenía un capitán, un teniente, un subteniente, un sargento primero, 4 sargentos segundos, 4 cabos primeros, 4 cabos segundos, un tambor y 51 soldados.[9]

- Cuerpo de Artillería de Indios, Pardos y Morenos o Castas de Artillería: (426 hombres en octubre de 1806, al mando de Francisco de Agustini) equipado por el Cabildo de Buenos Aires, al mando del alférez de fragata Domingo de Ugalde con 8 compañías separadas por castas. Fue creado a partir del Batallón de Castas el 21 de noviembre de 1806, del que se sacaron 24 oficiales y 383 soldados de las compañías 2°, 3° y 4° de naturales; 5°, 6°, 7° y 8° de pardos; y 2° de morenos.[10] En junio de 1807, el cuerpo estaba constituido por 4 compañías de pardos, dos de naturales indígenas y 2 de morenos.[11]

- Milicias Provinciales de Artillería: (100 hombres en octubre de 1806, al mando de José María Pizarro) estaban agregadas al Real Cuerpo de Artillería.

- Escuadrón Auxiliar de Caballería de la Real Maestranza de Artillería o Cuerpo de Maestranza de Artillería: (221 hombres en octubre de 1806, al mando de Manuel Rivera Indarte), fue creado el 24 de julio de 1807 con 3 compañías de artesanos. El armero mayor del rey, Rivera Indarte, formó el escuadrón de su pecunio.

Cuadro de milicias de artillería de la guarnición de Buenos Aires en octubre de 1806.
| Cuerpo                             | Comandante             | Plazas | Batallones | Compañías |
| ---------------------------------- | ---------------------- | ------ | ---------- | --------- |
| Castas de Artillería               | Francisco de Agustini  | 426    | 1          | 7         |
| Artilleros de la Unión             | Gerardo Esteve y Llach | 395    | 1          | 8         |
| Cuerpo de Maestranza de Artillería | Manuel Rivera Indarte  | 221    | 1          | 3         |
| Artillería Provincial              | José María Pizarro     | 100    | 0          | 1         |

Menores auxiliares: para ayudar a la artillería se formó el 15 de septiembre de 1806 con menores de más de 10 años la Agrupación de Jóvenes Decentes, Jóvenes de la Artillería o Compañía de Jóvenes. Su uniforme era una casaquilla y pantalones azules.

## Reorganización de las milicias de Buenos Aires
Luego de la asonada del 1 de enero de 1809 comandada por Martín de Álzaga (asonada de Álzaga), fueron disueltas varias unidades milicianas por su participación en la misma. A causa de ello, el 11 de septiembre de 1809 el nuevo virrey Baltasar Hidalgo de Cisneros, mediante una providencia reorganizó los cuerpos urbanos de Buenos Aires:

Artículo 2°: Un batallón de Granaderos, de seis compañías, con igual fuerza en ellas que las anteriores y la misma Plana Mayor.

Artículo 3°: Un batallón de Artillería volante, en igual fuerza y números de compañías que el antecedente.

Artículo 11°: Para evitar las rivalidades que suelen introducir la nominación de cuerpos por Provincias cuando no hay un motivo de preferencia en el distinguido mérito que todos contrajeron en las bizarra acciones anteriores, se nombrarán los batallones con el número que se les asigna, a saber: (...) el de la Unión se nombrará de Artillería volante (...)

Como consecuencia de las reformas de Cisneros, el ejército del virreinato en la guarnición de la ciudad de Buenos Aires que llegó al 25 de mayo de 1810, estaba conformado por los siguientes cuerpos veteranos y milicianos de artillería:
- Cuerpo de Artillería Volante, con 7 compañías, 22 jefes y 291 soldados. Al mando del coronel Gerardo Esteve y Llach.
- Real Cuerpo de Artillería, con 4 compañías, 6 jefes y 143 soldados. Al mando del coronel Francisco de Orduña.

En la lista de revista del 12 de mayo de 1810 el Real Batallón de Artillería Volante figura con 219 soldados, un comandante, un sargento mayor y 2 ayudantes.

## Desde la Revolución de Mayo
El 29 de mayo de 1810 la Primera Junta organizó por decreto las unidades militares de Buenos Aires, elevando a regimientos a los batallones existentes:

Los Batallones Militares existentes se elevarán a regimiento con la fuerza efectiva de 1.116 plazas, reservado la Junta proveer separadamente sobre el arreglo de la caballería y artillería volante.

El 30 de julio de 1810 la Junta ordenó dar de baja a los oficiales y tropas de las compañías 2° y 4° del Real Cuerpo de Artillería que se hallaban en Montevideo a las órdenes del gobierno de esa plaza. El cuerpo quedó con 102 soldados de las compañías 1° y 3° y algunos cuadros de las otras dos. 
En julio de 1810 la artillería volante contaba con 48 cañones y 16 obuses de 6 pulgadas y en agosto tenía 343 soldados. Luego de la separación de Esteve y Llach, quedó al mando del teniente coronel Bernabé de San Martín y el 1 de septiembre de 1810 las 7 compañías del Batallón de Artillería Volante fueron incorporadas al Real Cuerpo de Artillería con los mismos privilegios de este. Al frente de cada compañía se hallaban:
- 1° Capitán Manuel Pinto, teniente Roque Raurel;
- 2° Capitán Manuel Ramírez, teniente Ramón Rixas;
- 3° Capitán Toribio de Luzuriaga, teniente Juan José Ferrer;
- 4° Capitán Manuel Vidal, teniente Julián Corbera;
- 5° Capitán Juan Fornaguera, teniente Benito Martínez;
- 6° Capitán Bernardo Anzoátegui, teniente Luciano Cabral;
- 7° Capitán Juan Ramón Urien, teniente Felipe Pereyra de Lucena.

### Primera expedición al Alto Perú
Entre las fuerzas que partieron de Monte Castro el 9 de julio de 1810 en la Primera expedición auxiliadora al Alto Perú, se hallaban 42 artilleros veteranos con sus respectivos oficiales del Real Cuerpo de Artillería, 64 artilleros de la Compañía N.º 7 del Batallón de Artillería Volante, con sus respectivos oficiales, 9 jinetes auxiliares de la artillería para cuidar el tren y la caballada, y 4 piezas volantes y 2 obuses. El comandante designado de esta fuerza combinada de artillería era el capitán Manuel Vidal, pero se excusó de participar en la expedición y la Primera Junta nombró al capitán Diego Solano. Los otros oficiales de la Compañía N.º 7 eran el capitán graduado Juan R. Urien, el teniente Felipe Pereyra de Lucena y el subteniente Antonio Bordas. 
Luego de sofocada la Contrarrevolución de Córdoba, y antes de continuar su marcha el ejército, el 1 de septiembre de 1810 la Junta ordenó que Solano y Bordas regresaran a Buenos Aires, confiriendo el mando a Urien, y quedando como segundo jefe Pereyra de Lucena (ascendido a capitán el 3 de agosto). La artillería fue reforzada desde Buenos Aires con el capitán Benito Martínez, el teniente Francisco Villanueva y los subtenientes Antonio Giles, Manuel Puch y José Vázquez. Urien marchó en la vanguardia del ejército con Antonio González Balcarce, junto a 2 cañones de 4 y 2 obuses, pero viajando en una columna más retrazada que hizo que Balcarce debiera esperar la artillería en Jujuy en Yavi. La fuerza se encontró en el Combate de Cotagaita (27 de octubre de 1810), participando 24 artilleros y 3 naturales agregados. Allí se perdió un cañón y Urien abandonó su puesto, pese a que los demás artilleros continuaron peleando al mando del sargento Juan Pedro Luna hasta agotar las balas y tener que retirarse. Urien fue separado del mando, y tras recibirse los otros 2 cañones de refuerzo, se produjo la Batalla de Suipacha (7 de noviembre de 1810). En esta batalla participaron los mismos artilleros que en Cotagaita, con el agregado de 7 naturales y 20 dragones para el servicio del tren volante y cuidado de los caballos, todos al mando del teniente Villanueva y del subteniente Giles. Cuatro cañones de la artillería realista fueron agregados tras la batalla.
Pereyra de Lucena marchó con el grueso de las fuerzas a retaguardia sin participar en esas acciones, con 2 cañones, y luego quedó al mando de la artillería del Ejército del Norte. La artillería fue aumentada con cañones tomados a los realistas en el Alto Perú, aumentando también su plazas; en enero de 1811 contaba con 131 plazas, en abril con 145 y en junio con más de 200, con 18 piezas de artillería entre cañones, culebrinas y obuses. Además fue organizada la Compañía de Artillería de Cochabamba, con 56 plazas.
Cuando el ejército se situó en el Campamento de Huaqui, la artillería fue distribuida entre las 4 divisiones, quedando el núcleo principal al mando de Pereyra de Lucena con 12 piezas en la quebrada de Yuraicoragua en las divisiones de Juan José Viamonte y de Eustoquio Díaz Vélez. En la batalla de Huaqui, del 20 de junio de 1811, la artillería perdió 2 cañones y un obús del tren volante llevado desde Buenos Aires y otras 10 piezas tomadas en el Alto Perú, muriendo Pereyra de Lucena y muchos de sus hombres, y quedando heridos Luna y Villanueva. Reagrupadas las fuerzas dispersas, la artillería del Ejército del Norte contaba el 30 de julio de 1811 con 53 plazas, quedando 42 el 31 de octubre en Jujuy, al mando interino del teniente Villanueva y del subteniente Giles, con solo un cañón de a 2 y 5 de a 1. La artillería participó en el Combate de Nazareno del 12 de enero de 1812.

### Expedición Libertadora al Paraguay
En la Expedición de Belgrano al Paraguay participó un piquete del Batallón Real de Artillería Volante compuesto por el capitán José Ramón de Elorga, 2 sargentos y 20 soldados, con 4 cañones de a 4 y 2 cañones de a 2 del Cuerpo de Blandengues, siendo la dotación total de 120 tiros. El piquete fue luego aumentado con soldados de caballería desmontados y soldados nuevos alistados en Corrientes. Los 6 cañones participaron en la Batalla de Paraguarí (19 de enero de 1811), enviando Manuel Belgrano a Elorga de regreso a Buenos Aires por su conducta en la batalla. El sargento Andrés García fue promovido a teniente y puesto al mando de la artillería. El sargento Juan Salguero fue promovido a subteniente. Los mismos cañones participaron de la Batalla de Tacuarí (9 de marzo de 1811). Luego de cruzar el río Paraná, Belgrano hizo una revista de sus tropas el 21 de marzo de 1811 en Candelaria, en la que figuraban 8 oficiales y 78 plazas de artillería. La artillería fue aumentada con 2 cañones de a 4, uno de a 2 y 4 de a 1 de la División de Misiones, y de a 3 de la División de Corrientes que se le incorporaron para marchar a la Banda Oriental.

### Primera Expedición Libertadora de la Banda Oriental
Desde Candelaria Belgrano siguió el curso del río Uruguay hasta Concepción del Uruguay. Allí recibió un contingente de artillería desde Buenos Aires comandado por el capitán Juan Ramón Roxas con más de 70 plazas y con los tenientes primeros Juan Martínez y Pablo Zufriategui, los tenientes segundos Manuel Nazar y Francisco Belarde. Transportaron también cañones de a 2, 4 y 8 y obuses de 6 pulgadas. Roxas asumió el mando de toda la División de Artillería destinada a operar en la Banda Oriental, comenzando el cruce del río Uruguay el 3 de abril de 1811. El nuevo comandante, José Rondeau, distribuyó la artillería entre las 5 divisiones que formó en el cuartel general de Mercedes, dejando un cañón de a 8 al comandante de Santo Domingo Soriano, Celedonio Escalada. Dos piezas de artillería participaron de la Batalla de las Piedras (18 de mayo de 1811), comandadas por el teniente Warcalde y el sargento Bartolomé Rivadeneira. El 21 de mayo José Artigas inició el Sitio de Montevideo, al que se sumó Rondeau el 1 de junio. Éste hizo trasladar al sitio desde la Fortaleza de Santa Teresa 3 cañones de a 24 y 2 de a 18 para establecer una batería, pero no pudo ser instalada con ellos, sino que con 2 cañones de a 12 que comenzaron el bombardeo de Montevideo el 20 de junio de 1811.
En octubre de 1811 el gobierno de Buenos Aires firmó el Convenio de Pacificación con el virrey Francisco Javier de Elío, evacuando la Banda Oriental hacia Buenos Aires y devolviendo las piezas de artillería tomadas.

## Regimiento de Artillería de la Patria
El 2 de marzo de 1812 el Real Cuerpo de Artillería pasó a llamarse Regimiento de Artillería de la Patria. El cuerpo incorporó todos los piquetes de artillería existentes y se componía de doce compañías de 100 artilleros y cuatro oficiales cada una y una plana mayor, repartido en piquetes, compañías o escuadrones con sus cañones en varias provincias. 